# All Clear
All Clear (titre original : All Clear) est un roman de science-fiction de l'écrivain américain Connie Willis publié en 2010 et traduit en français en 2013. Il forme avec Black-out, dont il constitue la suite, le diptyque nommé Blitz qui constitue la troisième partie d'une série mettant en scène des historiens de l'université d'Oxford voyageant dans le temps. Il est précédé par Le Grand Livre (The Doomsday Book, 1992) et Sans parler du chien (To Say Nothing of the Dog, 1997).

## Récompenses
Le diptyque Blitz a remporté les prix suivants :
- Prix Nebula du meilleur roman 2010
- Prix Hugo du meilleur roman 2011
- Prix Locus du meilleur roman de science-fiction 2011

## Éditions
- All Clear, Bantam Spectra, 19 octobre 2010, 641 p.  (ISBN 978-0-553-80767-7)
- All Clear, Bragelonne, coll. « SF », 23 août 2013, trad. Isabelle Crouzet et Joëlle Wintrebert, 720 p.  (ISBN 978-2-352-94633-5)
- All Clear, J'ai lu, coll. « Science-fiction », 11 février 2015, trad. Isabelle Crouzet et Joëlle Wintrebert, 796 p.  (ISBN 978-2-290-07190-8)
- All Clear, in Blitz - L'Intégrale, Bragelonne, coll. « SF », 21 octobre 2015, trad. Isabelle Crouzet et Joëlle Wintrebert, 1 200 p.  (ISBN 978-2-352-94895-7)
- All Clear, Bragelonne, coll. « SF Poche », 14 octobre 2020, trad. Isabelle Crouzet et Joëlle Wintrebert, 920 p.  (ISBN 979-10-281-2165-5)